# كيم نوفاك
كيم نوفاك (بالإنجليزية: Kim Novak)‏ مواليد 13 فبراير 1933 في شيكاغو، إلينوي، الولايات المتحدة، هي ممثلة أمريكية بدأت مسيرتها الفنية عام 1954.

## روابط خارجية
- كيم نوفاك على موقع IMDb (الإنجليزية)
- كيم نوفاك على موقع الموسوعة البريطانية (الإنجليزية)
- كيم نوفاك على موقع روتن توميتوز (الإنجليزية)
- كيم نوفاك على موقع مونزينجر (الألمانية)
- كيم نوفاك على موقع ألو سيني (الفرنسية)
- كيم نوفاك على موقع ميوزك برينز (الإنجليزية)
- كيم نوفاك على موقع تيرنر كلاسيك موفيز (الإنجليزية)
- كيم نوفاك على موقع أول موفي (الإنجليزية)
- كيم نوفاك على موقع قاعدة بيانات الأفلام السويدية (السويدية)
- كيم نوفاك على موقع إن إن دي بي (الإنجليزية)